# Глагол в чеченском языке
Глагол (чечен. Хандош) в чеченском языке — это часть речи, обозначающая действие во времени или состояние. В синтаксисе глагол во многих случаях играет роль сказуемого. Глаголу свойственны категории времени, наклонения, вида и грамматического класса. Особенность глагола в чеченском языке — почти полное отсутствие изменения по лицам. Большинство глаголов в чеченском языке являются односложными.
Для создания комфортных условий (дружественного интерфейса)  пользователям при работе с чеченскими текстами в АН ЧР создана специальная программа "Khandosh" для спряжения глаголов чеченского языка.

## Переходные и непереходные глаголы
Для чеченского языка характерен эргативный строй. Переходные глаголы могут иметь при себе объект действия в именительном падеже, обозначающее предмет, который подвергается действию или возникает в результате действия. Субъект при переходных глаголах стоит в эргативном падеже. Переходный глагол-сказуемое согласуется в грамматическом классе не с субъектом, а с объектом действия, имеющим форму именительного падежа. Если глагол непереходный, т.е. субъект глагол есть, но не объект, то первый маркируется аналогично объекту переходного глагола - именительным падежом.
эсо молу шура, где молу — переходный глагол.
хьоза дека бешахь, где дека — непереходный глагол.

## Число глагола в чеченском языке
Во многих индоевропейских в том числе русском языках данный показатель отсутствует. Специфических показателей числа в чеченском глаголе нет. Только некоторые глаголы выражают категорию множественного числа при помощи разных основ, но таких глаголов относительно немного.
| Единственность      | Множественность      |
| ------------------- | -------------------- |
| саца (остановиться) | совца (остановиться) |
| Iилла (полежать)    | Iахка (полежать)     |
| лалла (погнать)     | лахка (погнать)      |
| хьажа (посмотреть)  | хьовса (посмотреть)  |
| да́ла (кончить)      | довла (кончить)      |
| гӀатта (встать)     | гӀитта (встать)      |

## Изменение глагола по классам
Весомая часть чеченских глаголов по грамматическим классам не изменяется.
Но есть глаголы, которые, согласуясь с существительными, изменяются по классам. Классные показатели указывают помимо класса, но и одновременно и на число существительных, с которыми согласуется глагол-сказуемое, вследствие чего в глаголах с переменными классными показателями показывают и категории числа.
кӀант цигара цӀа вогӀу
йоӀ цигара цӀа йогӀу
бежан цигара цӀа догӀу
уьстагӀ цигара цӀа богӀу
| Грамматич. классы | Ед. число   | Множ. число    |
| ----------------- | ----------- | -------------- |
| 1-й               | вадар (бег) | бовда (бегать) |
| 2-й               | йадар       | бовда          |
| 3-й               | дадар       | довда          |
| 4-й               | йадар       | йовда          |
| 5-й               | бадар       | бовда          |
| 6-й               | бадар       | довда          |

## Видовые различия
В зависимости от того, как протекает действие во времени, в чеченском языке различаются два вида: многократный и однократный. Глаголы многократного вида обозначают действие без указания его предела, результата, но с оттенком длительности, повторяемости. Действие законченное, совершенное и действие незаконченное, несовершенное могут приближенно мыслиться, с одной стороны, как однократное действие, то есть действие, совершающееся в один прием, с другой стороны — как многократное, повторяющееся действие, то есть действие, совершающееся в несколько приемов.
| Однократная форма | Многократная форма |
| ----------------- | ------------------ |
| тахка             | техка              |
| таса              | тийса              |
| кхосса            | кхийса             |
| лачкъа            | лечкъа             |

Реже встречаются глаголы, которые образуют многократный вид путем чередования самих корней:
| Однократная форма | Многократная форма |
| ----------------- | ------------------ |
| дожа (упасть)     | эга (падать)       |
| тоха (ударить)    | детта (бить)       |
| ала (сказать)     | баха (говорить)    |
| дада (побежать)   | ида (бегать)       |

Многие глаголы не имеют видовых форм. Однократный или многократный характер действия, выражаемого такими глаголами, определяется по смыслу в контексте. Так, глагол аха означает «вспахать» и «пахать», а глагол деша «прочитать» и «читать».

## Редукция в чеченском глаголе
В чеченских глаголах встречается редукции гласной «и» последующего слога (состава аффикса -ина) при образовании формы прошедшего неопределенного и давнопрошедшего времени. 
| Инфинитив         | Прошедшее время          | Давно прошедшее время             |
| ----------------- | ------------------------ | --------------------------------- |
| мага (подходить)  | мегна←мег-и-на←маг-и-на  | мегниēра←мег-и-ниēра←маг-и-ниēра  |
| таса (подбросить) | тесна←мес-и-на←тас-и-на  | тесниēра←тес-и-ниēра←тас-и-ниēра  |
| дажа (пастись)    | даьжна←деж-и-на←даж-и-на | даьжниера←деж-и-ниера←даж-и-ниера |
| дуса (надуть)     | дуьс-и-на←дус-и-на       | дуьс-и-ниера←дус-и-ниера          |
| туса (набить)     | туьс-и-на←тус-и-на       | туьс-и-ниера←тус-и-ниера          |